# Andrea Famà
Andrea Famà (Roma, 20 ottobre 1964) è un ex giocatore di calcio a 5 e allenatore di calcio a 5 italiano.

## Carriera

### Giocatore

#### Club
Utilizzato nel ruolo di giocatore di movimento, Famà ha avuto una lunga carriera iniziata nel campionato 1985-1986 nell'Helios Ostia dove è rimasto sino al 1989, è poi passato ai capitolini della BNL Calcetto sino al 2001 con un'unica interruzione nella stagione 98/99 con la maglia del Reggio Calcio a 5. Nella sua carriera tra i "bancari" ha conquistato quattro titoli italiani e una supercoppa, a cui aggiunge il titolo di campione d'Europa conquistato nell'European Champions Tournament 1995-1996.

#### Nazionale
Nella nazionale italiana ha disputato 71 gare e realizzato 29 reti, indossando frequentemente la fascia di capitano. Famà ha disputato in carriera tre edizioni del FIFA Futsal World Championship. Ha fatto parte della spedizione italiana anche al primomcampionato europeo concluso dagli azzurri al quarto posto.

### Allenatore
Come allenatore ha iniziato nella BNL per poi passare al Reggio Calcio a 5 e al Raiano. Nel 2007-08 è subentrato sulla panchina del Magione Calcio a 5. Nel febbraio 2009 ritorna sulla panchina del Magione, sostituendo l'esonerato David Ceppi. Nella stagione 2011-12 ha allenato la New Team fino a febbraio, quando è stato esonerato e sostituito da Gianluca Asquini.